# Mitcham (ort)
Mitcham är en ort i Storbritannien.   Den ligger i grevskapet Greater London och riksdelen England, i den södra delen av landet, i huvudstaden London. Mitcham ligger 22 meter över havet och antalet invånare är 48 311.
Terrängen runt Mitcham är platt. Runt Mitcham är det mycket tätbefolkat, med 4 188 invånare per kvadratkilometer. Närmaste större samhälle är City of London, 13,3 km norr om Mitcham. Runt Mitcham är det i huvudsak tätbebyggt.